# خرند (مهدی‌شهر)
خرند یا سفیدکهریز روستایی مازندرانی زبان در دهستان پشتکوه بخش شهمیرزاد شهرستان مهدی‌شهر استان سمنان ایران است.ارتفاع از سطح دریا = ۲۴۱۷ 
== جمعیت ==    ارتفاع از سطح دریا : ۲۴۱۷
بر پایه سرشماری عمومی نفوس و مسکن در سال ۱۳۹۵ جمعیت این روستا ۶۲ نفر (۱۹خانوار) بوده‌است.
ارتفاع از سطح دریا = ۲۴۱۷